# مدينة طور الباحة
طور الباحة مدينه صغيره، هي عاصمة إقليم الصبيحه الواقع أقصى جنوب شبه الجزيرة العربية، تحيط بمدينة طور الباحة مديريات من كافة الجهات، من الشرق مديرية القبيطة ومديرية حيفان، ومن الشمال مديرية المقاطرة، ومن الغرب مديرية المضاربة والعارة، ومن الجنوب مديرية تبن، وهي عبارة عن جبال جرداء تكثر فيها الأشجار الشوكية، كما تكثر فيها الحقول وتشتهر بالزراعة، تتخللها أودية ضيقة ونحو الشرق من المديرية نجد سلاسل متعاقبة تحاذي الأودية المتعددة التي تنزح جنوباً نحو طوران وترتفع عن مستوى قاع الأودية حوالي (1000 قدماً)، بينما نجد مجموعات من الجبال العالية نحو الشمال بالقرب من مديرية المقاطرة، يبلغ ارتفاعها بين (4000 - 6000 قدماً) عن مستوى سطح البحر، ومن أهمها سلسلة جبال حبؤه، وجبل رسين، والخط الطويل لجبل جُردد الذي يكون مجموعة جبلية تتجه متعرجة نحو الشرق ونحو الغرب إلى شمال المديرية، والجبال تكوَّن نقطة تجمع المياه التي تنساب من الأودية جنوباً، بينما تنساب مياه وادي الغيل وغيره التي في أراضي مديريتي القبيطة والمقاطرة غرباً نحو البحر الأحمر.
وقد عثر في (منتصف السبعينات من القرن العشرين الميلادي) على مستوطنة أثرية تقع جنوب غرب مركز طور الباحة على بعد حوالي 800 متر تقريباً في منطقة تسمى الخُضَّيرة.

## سوق السبت «عكاظ» في العاصمة طور الباحة
سوق السبت «عكاظ» في العاصمة طور الباحة
أحد أشهر الأسواق الشعبية في جنوب شبه الجزيرة العربية
(أ) مركز طور الباحة - سبت الصبيحة - : سمي مركز طور الباحة أو كما كان يعرف سابقاً بسوق السبت، وسبب هذه التسمية أنه كان يقام فيه سوق أسبوعي في يوم السبت، ويسمى أيضا سوق عكاظ لأنه يحمل الكثير من الصفات المشابهة لأسواق العرب،
سوق السبت (عكاظ) أشهر وأكبر سوق شعبي في إقليم الصبيحه، ما زال يشبه كثيراً الأسواق التي عرفها العرب في الجاهلية.
ويعد معلماً بارزاً من معالم إقليم الصبيحه حيث يرتبط فيه الحاضر بالماضي بروابط مقدسة يرفض الفكاك منها وبملامح المستقبل، خيوط واهية لا تكاد ترى، فهو شاهد تاريخي على أنماط متنوعة من الحياة ومتحف حي يوثق الكثير من العادات والتقاليد الشعبية وما تميز به إقليم الصبيحه، بل معرض متحرك لملامح حياة ثرية بالتنوع في شتى المناحي الاجتماعية والطبيعية والاقتصادية والثقافية في الصبيحة والمناطق المتصلة بها.

## كلية طور الباحةجامعة عدن
كلية العاصمة طورالباحة عاصمة إقليم الصبيحه تعد إحدى الكليات الفتية لجامعة عدن، وتأسست في 2001م بموجب قرار رئيس الجامعة رقم (17) وبدأت الدراسة فيها اعتبارا ً من 3 فبراير 2001م وذلك في سبيل توسيع نطاق التعليم الجامعي في المناطق الريفية.

وتضم التخصصات التالية:
1. أحياء
2. كيمياء
3. رياضيات
4. فيزياء
5. جغرافيا
6. تاريخ
7. لغة عربية
8. تربية إسلامية
9. لغة إنجليزية.

## مواضيع متعلقة
1. محافظة الصبيحة
2. وزير الدفاع محمود الصبيحي
3. ياسين سعيد نعمان
4. قبائل إقليم الصبيحة